# Тюркян Шорай
Тюркя̀н Шора̀й (на турски: Türkân Şoray) е популярна турска филмова актриса.

## Биография
Започва актьорската си кариера на 15-годишна възраст във филма „Aşk Rüzgarı“ през 1960 г. До 2010 г. се е снимала в 203 филма. Режисьор е на 4 и сценарист на 2 филма. Шорай е любимката на турската филмова публика от втората половина на 20 век. През този период е смятана за най-известната и най-популярна жена в Турция. Филмовата критика я нарича „Източната Елизабет Тейлър“. Филмите с нейно участие се прожектират с голям успех по това време в Гърция, Иран, Кипър и арабските страни. Шорай съчетава професионалното майсторство и разностранното дарование с вярност към националния характер. Нейните героини са свързани с обща съдба. Те са беззащитни и унижени туркини, потиснати от патриархалните закони, но почти всяка от тях изразява гневен протест срещу социалната несправедливост. Опитва силите си в режисурата – една необичайна по това време професия за жените в Турция. В България е позната от филма „Тополчице, моя“ по Чингиз Айтматов.

## Награди
Сред по-важните награди на Тюркян Шорай са четирикратна носителка на наградата за най-добра актриса на турския филмов фестивал Златният портокал на Анталия (1964, 1968, 1987, 1994). През 1973 г. печели наградата на журито на кинофестивала в Москва. През 1978 г. на кинофестивала в Ташкент печели наградата за най-добра актриса. През 1992 г. на кинофестивала във френския град Бастия печели награда за най-добра актриса.